# Symplocos elegans
Symplocos elegans är en tvåhjärtbladig växtart som beskrevs av Thw. Symplocos elegans ingår i släktet Symplocos och familjen Symplocaceae.

## Underarter
Arten delas in i följande underarter:
- S. e. angustata
- S. e. hirsuta
- S. e. minor